# ريتشارد هنري بدوم
ريتشارد هنري بدوم (1830-1911) (بالإنجليزية: Richard Henry Beddome)‏ هو عالم نبات بريطاني.